# Perrottetia calva
Perrottetia calva är en tvåhjärtbladig växtart som beskrevs av José Cuatrecasas. Perrottetia calva ingår i släktet Perrottetia och familjen Dipentodontaceae. Inga underarter finns listade.